# Xã Guilford, Quận Franklin, Pennsylvania
Xã Guilford (tiếng Anh: Guilford Township) là một xã thuộc quận Franklin, tiểu bang Pennsylvania, Hoa Kỳ. Năm 2010, dân số của xã này là 14.531 người.